# Liste der Naturdenkmale in Blankenrath
Die Liste der Naturdenkmale in Blankenrath nennt die im Gemeindegebiet von Blankenrath ausgewiesenen Naturdenkmale (Stand 25. März 2024).

## Naturdenkmale
| Nr.         | Bezeichnung | Lage                                  | Beschreibung                                                                   | Bild                                    |
| ----------- | ----------- | ------------------------------------- | ------------------------------------------------------------------------------ | --------------------------------------- |
| ND-7135-459 | Eiche       | nördlich des Ortes am Sportplatz Lage | Quercus sp., ein Baum; ursprünglich zugehörig vier Rotbuchen (Fagus sylvatica) | Direkt Bild zu diesem Denkmal hochladen |